# Canasta

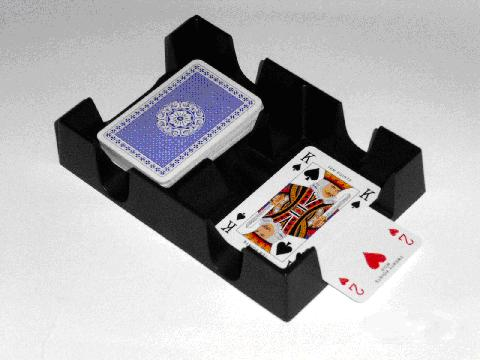
Der Name des Spieles Canasta (span.: Korb) leitet sich davon ab, dass die Karten des Stoßes und des Ablegestapels in einen sog. Kartenkorb (Canasta tray) gelegt werden. Auf diesem Bild enthält der Ablegestapel eine wilde Karte und ist somit eingefroren.

Canasta (von span. canasta: Korb) ist ein Kartenspiel für vier Personen in zwei Partnerschaften; es existieren auch Varianten für zwei, drei, fünf oder sechs Personen. Es handelt sich um ein Spiel, das vom klassischen Rommé abgeleitet wurde und es wird mit 108 französischen Spielkarten (2×52 Blatt plus 4 Joker) gespielt. Ziel des Spiels ist es dabei, Gruppen von Karten mit gleichem Wert zu bilden und dann zum Abschluss alle Karten auf der Hand auszuspielen oder abzulegen.
Meint man das Spiel, so ist Canasta sächlich (das Canasta), meint man jedoch die Meldung von sieben gleichrangigen Karten, so wird meistens der männliche Artikel (der Canasta) gesetzt. Das spanische Wort canasta ist hingegen feminin (la canasta).

## Geschichte
Laut der Schilderung von Philip E. Orbanes in The Canasta Story wurde Canasta im Jahre 1939 vom Rechtsanwalt Segundo Santos und seinem Bridge-Partner im Jockey Club in Montevideo in Uruguay, dem Architekten Alberto Serrato, entwickelt. Anfang der 1940er verbreitete es sich bald über Uruguay und Argentinien hinaus. Josefina Artayeta de Viel brachte das Spiel 1949 nach New York, über die USA gelangte das Spiel nach Großbritannien und auf den europäischen Kontinent. Laut John Scarne wurde die Erfolgsstory des Spiels eine der größten in der Kartenspielgeschichte, der Hype überstieg selbst den von Mah-Jongg in den 1920ern und den von Contract Bridge in den 1930ern. In den 1950er Jahren war Canasta noch vor Bridge das am häufigsten gespielte Kartenspiel in den Vereinigten Staaten.
John R. Crawford und Oswald Jacoby, zwei sehr erfahrene Bridge- und Backgammon-Spieler, verfassten vielgelesene Werke zur Spielstrategie für Canasta. Um für ihre Bücher zu werben, forderten sie im Jahre 1950 zum Great Canasta Challenge Match heraus, in dem sie Sam Fry und Theodore Lightner besiegten. Binnen weniger Jahre entstanden zahlreiche Varianten, darunter als eine der bekanntesten das Samba-Canasta mit drei Kartenpaketen oder jeweils Varianten mit leichten Unterschieden, die etwa in Uruguay, Brasilien, Bolivien, Mexiko und in anderen Staaten gespielt werden. Zudem gibt es Varianten für eine veränderte Spielerzahl, in der Zählweise der Punkte und in weiteren Details des Spiels.

## Spielregeln für dasRegular Partnership Canasta
Die folgende Beschreibung stützt sich auf die Official Canasta Laws, welche der angesehene New Yorker Regency Whist Club gemeinsam mit Spielexperten aus Südamerika in den Jahren 1949/51 verfasste und die von den National Canasta Laws Commissions der USA und Argentinien herausgegeben wurden. Diese gilt als Regular Partnership Canasta für das Spiel mit vier Personen.

### Spielziel
Canasta wird mit 108 französischen Spielkarten (2×52 Blatt plus 4 Joker) gespielt. Ziel des Spiels ist es, durch Meldungen gleichrangiger Karten, insbesondere sogenannter Canasta, möglichst viele Punkte zu erreichen. Eine Partie Canasta setzt sich im Allgemeinen aus mehreren einzelnen Spielen zusammen und endet, sobald eine Partei 5000 (oder mehr) Punkte erreicht. Die Partei mit der geringeren Punktezahl zahlt an die gewinnende Partei den der Punktedifferenz entsprechenden Betrag.

### Vorbereitungen
Vor Beginn einer Partie werden die Partnerschaften (Parteien) gelost; jeder Spieler zieht eine Karte, die beiden höchsten Karten bilden ein Team gegen die beiden niedrigeren. Sollten zwei oder mehr Spieler gleichrangige Karten ziehen, so gilt die vom Bridge her bekannte Reihung der Farben, also Kreuz oder Treff (♣) gilt als niedrigste Farbe, gefolgt von Karo (♦), Herz (♥) und Pik (♠).
Der Spieler mit der höchsten Karte ist Vorhand im ersten Spiel; sein Partner sitzt gegenüber; sein Nachbar zur Rechten teilt die Karten für das erste Spiel aus, das Austeilen wechselt nach jedem Spiel im Uhrzeigersinn. Der Geber mischt, lässt abheben und teilt aus; jeder Spieler erhält elf Karten. Die verbleibenden Karten bilden den Stoß oder Talon und werden verdeckt als Stapel in die Mitte des Tisches gelegt. Die oberste Karte des Talons wird aufgedeckt und danebengelegt. Ist diese Karte ein Joker, ein Zweier oder ein roter oder schwarzer Dreier, so wird solange eine weitere Karte darübergelegt, bis eine natürliche Karte (eine Karte mit Wert von Vier bis Ass, s. u.) aufliegt.

### Die roten Dreier
Erhält ein Spieler beim Austeilen oder später beim Kauf vom Stoß einen roten Dreier, so legt er diesen offen vor sich und nimmt dafür vom Stoß eine Ersatzkarte. Für einen roten Dreier, der mit dem Paket gekauft wird (vgl. Kauf des Pakets), wird keine Ersatzkarte gezogen.
Bei der Abrechnung eines Spiels zählt jeder rote Dreier 100 Pluspunkte, wenn die Partei Karten gemeldet hat, bzw. 100 Minuspunkte, falls die Partei keine Erstmeldung machen konnte. Hat eine Partei alle vier roten Dreier, so werden diese mit 800 Punkten insgesamt (plus oder minus, je nachdem) bewertet. Behält allerdings jemand einen roten Dreier auf der Hand, so werden ihm nach Ende des Spiels 500 Punkte abgezogen, vorausgesetzt der Spieler war mindestens einmal am Zug.

### Die Karten und ihre Bewertung
Die Karten werden wie folgt bewertet:
| Echter Joker                                        | 50 Punkte |
| Ass, Zwei                                           | 20 Punkte |
| König, Dame, Bube, Zehn, Neun, Acht                 | 10 Punkte |
| Sieben, Sechs, Fünf, Vier, schwarze Drei (♠ 3, ♣ 3) | 5 Punkte  |

Die roten Dreier (♥ 3, ♦ 3) werden gesondert bewertet (s. o.).

Joker und Zweier nennt man wilde Karten, die roten Dreier sind Prämienkarten, schwarze Dreier sogenannte Sperrkarten, Karten mit den Werten Vier bis Ass nennt man natürliche Karten.
Für das Spiel werden traditionelle Karten genutzt, es gibt jedoch auch spezielle Karten mit aufgedruckten Punktewerten für das Canasta-Spiel.

### Das Spiel
Wenn ein Spieler am Zug ist, so beginnt er sein Spiel, indem er entweder die oberste Karte vom Stoß aufnimmt oder die oberste Karte des Ablegestapels, des sogenannten Pakets, spanisch Pozo (vgl. Kauf des Pakets). Sodann darf er Karten melden (unter Beachtung der u. a. Regeln), und er beendet sein Spiel, indem er eine Karte ablegt, d. h. offen zuoberst auf das Paket legt. NB: Beim Ablegen ist darauf zu achten, dass nur die oberste Karte sichtbar ist.

#### Das Melden
Für eine Meldung legt ein Spieler ein Set aus mindestens drei Karten offen aus; dies muss zumindest zwei natürliche Karten und darf höchstens drei wilde Karten enthalten. Eine Meldung von sieben gleichrangigen Karten nennt man einen Canasta. Enthält ein Canasta wilde Karten, so ist es ein gemischter Canasta und wird mit 300 Punkten bewertet. Besteht der Canasta aus sieben natürlichen Karten, so handelt es sich um einen reinen Canasta, der mit 500 Punkten prämiert wird.
Ein Spieler kann weitere Karten desselben Ranges an eigene Meldungen oder Meldungen des Partners anlegen, allerdings diese weder als neues Set eröffnen (auch über die siebte Karte hinaus darf nur an den bestehenden Canasta angelegt werden) noch an Meldungen der gegnerischen Partei anlegen. Eine gemeldete Karte darf nicht mehr in die Hand zurückgenommen werden; auch ist es nicht gestattet, wilde Karten von einer Meldung zu einer anderen zu verschieben.
Beim ersten Herauslegen müssen die gemeldeten Karten zudem insgesamt einen bestimmten Mindestwert erreichen. Dieses Limit richtet sich nach dem Stand der Partie.
| Punkte der Partei    | Limit für die Erstmeldung |
| < 0 Punkte           | 15 Punkte                 |
| 0 bis 1495 Punkte    | 50 Punkte                 |
| 1500 bis 2995 Punkte | 90 Punkte                 |
| 3000 bis 4995 Punkte | 120 Punkte                |

Prämienpunkte für rote Dreier oder Canasta (vgl. Abrechnung eines Spieles) zählen nicht zum Limit für das erste Herauslegen.

#### Kauf des Pakets
Hat ein Spieler zwei Karten vom selben Wert wie die oberste Karte des Ablegestapels in der Hand (ein echtes Paar), so darf er diese gemeinsam mit der obersten Karte des Pakets melden und dann die übrigen Karten des Ablegestapels in sein Blatt aufnehmen.
Hat seine Partei noch keine Erstmeldung gemacht, so muss der Spieler, bevor er die übrigen Karten des Pakets aufnimmt, eventuell noch weitere Karten melden, um das Limit für das erste Herauslegen zu erreichen. Hat seine Partei bereits ihre Erstmeldung gemacht und ist das Paket nicht eingefroren (vgl. Sperren und Einfrieren des Pakets), so darf ein Spieler das Paket auch dann kaufen, wenn er die oberste Karte gemeinsam mit einer gleichrangigen Karte aus seinem Blatt und einer wilden Karte meldet (unechtes Paar), oder die oberste Karte an eine bereits bestehende Meldung anlegen kann.
Ein Spieler, der nur eine Karte auf der Hand hat, darf das Paket nicht kaufen, wenn dieses nur eine Karte enthält.
Es ist nicht erlaubt, den Ablagestapel durchzusehen und danach zu entscheiden, ob man das Paket kaufen möchte oder nicht. Sobald ein Spieler die oberste Karte des Pakets bzw. des Talons berührt, ist seine Entscheidung unwiderruflich.

#### Sperren und Einfrieren des Pakets
Legt ein Spieler einen schwarzen Dreier oder eine wilde Karte ab, so darf der nachfolgende Spieler das Paket nicht kaufen, es ist gesperrt.
Enthält der Ablegestapel eine wilde Karte oder – was nur im Zuge des Austeilens geschehen kann – einen roten Dreier, so ist das Paket eingefroren. Um anzuzeigen, dass das Paket eingefroren ist, wird die erste abgelegte wilde Karte bzw. ein roter Dreier beim Teilen quer auf das Paket gelegt.
Ist das Paket eingefroren, so darf ein Spieler den Ablegestapel nur dann kaufen, wenn er zwei natürliche Karten vom Rang der obersten Karte des Pakets in der Hand hält und diese gemeinsam mit der obersten Karte des Pakets meldet (vgl. Kauf des Pakets).

#### Ausmachen
Hat eine Partei bereits mindestens einen Canasta gebildet, so darf ein Spieler dieser Partei die Partie beenden bzw. „ausmachen“, indem er alle noch in seiner Hand befindlichen Karten ablegt bzw. meldet. Ein Spieler, der ausmacht, darf eine Karte ablegen, muss aber nicht.
Möchte ein Spieler ausmachen, so darf er seinen Partner fragen: „Darf ich ausmachen?“ Die Antwort des Partners ist dann verbindlich.
Schwarze Dreier dürfen nur im Zuge des Ausmachens gemeldet werden; man darf sie jedoch nicht mit wilden Karten kombinieren.
Für das Ausmachen schreibt die betreffende Partei eine Prämie von 100 Punkten.

#### Verdecktes Ausmachen
Gelingt es einem Spieler, in seiner Hand ein Canasta zu bilden und sein Blatt vollständig in einem Zug in eigenen Meldungen, d. h. ohne frühere Meldung, auszulegen, so wird dies mit 200 Punkten prämiert anstelle von 100 Punkten für das Ausmachen. Beim verdeckten Ausmachen entfällt die Regelung betreffend das Limit für die Erstmeldung.
Wenn ein Spieler das Paket kauft und im selben Zug ausmacht, ohne vorher gemeldet zu haben bzw. an Meldungen seines Partners angelegt zu haben, so gilt dies ebenfalls als verdecktes Ausmachen. Handelt es sich dabei um die Erstmeldung, so bleibt die Regelung betreffend das Limit für die Erstmeldung jedoch bestehen.
Das verdeckte Ausmachen wird manchmal auch als Hand-Canasta bezeichnet (siehe unten).

#### Die letzte Karte des Talons
Kauft ein Spieler die letzte Karte des Talons und legt eine Karte ab, ohne auszumachen, so
- muss der nächstfolgende Spieler das Paket kaufen, falls er die oberste Karte an eine Meldung anlegen kann (sog. forcing), es sei denn, das Paket ist eingefroren,
- kann er das Paket kaufen, vorausgesetzt er ist dazu berechtigt.

Das Spiel endet, sobald ein Spieler den Abwurfstapel nicht aufnehmen kann oder nicht aufnehmen will. Wird ein Spiel wegen Mangels an Karten beendet, entfällt die Prämie für das Ausmachen.
Kauft ein Spieler die letzte Karte des Talons und ist diese ein roter Dreier, so endet das Spiel sofort, da er keine Ersatzkarte ziehen kann: Der Spieler darf weder melden noch abwerfen.

### Abrechnung eines Spieles
Als Pluspunkte zählen die
- Prämien für rote Dreier, falls die Partei eine Erstmeldung gemacht hat: 100 Punkte für jeden roten Dreier, 800 Punkte für alle vier roten Dreier.
- Prämien für Canasta: 300 Punkte für jedes gemischte, 500 Punkte für jedes reine Canasta
- Prämien für Ausmachen (100 Punkte) bzw. verdeckt Ausmachen (200 Punkte)
- die Punktewerte aller gemeldeten Karten (einschließlich der in den Canasta enthaltenen Karten).

Als Minuspunkte zählen die Punkte für rote Dreier, falls die Partei keine Erstmeldung machen konnte, sowie alle bei Spielende noch in der Hand gehaltenen Karten.

### Das Ende einer Partie
Die Plus- bzw. Minuspunkte werden nach jedem Spiel summiert; die Partie endet mit dem Ende desjenigen Spieles, in dem eine oder eventuell auch beide Parteien 5000 oder mehr Punkte erreichen.

## Varianten mit anderen Spielerzahlen

### Spiel zu zwei oder drei Personen
Canasta kann man auch zu zweit oder zu dritt spielen: Beim Spiel zu zweit erhält jeder Spieler fünfzehn Karten, beim Spiel zu dritt jeder Spieler dreizehn Karten. Es werden keine Partnerschaften gebildet, jeder Spieler spielt für sich selbst.
Für drei Spieler gibt es allerdings auch die Option, dass man mit einer Partnerschaft von zwei Spielern gegen einen Spieler spielen kann. Dabei wird derjenige, der zuerst das Paket einkauft, oder derjenige, der zuerst ausmacht, zum Einzelspieler gegen die beiden anderen Mitspieler.

### Spiel mit fünf Personen
Beim Spiel mit fünf Personen werden wie beim Standardspiel zwei Partnerschaften gebildet, bei denen eine aus zwei und eine aus drei Partnern besteht. Dabei wird nach den Standardregeln gespielt.

### Spiel mit sechs Personen
Beim Spiel mit sechs Personen gibt es zwei Möglichkeiten, die auf den Basisregeln aufbauen. So gibt es zum einen die Möglichkeit mit drei Partnerschaften zu spielen oder mit zwei Partnerschaften mit jeweils drei Partnern. Um genug Karten zur Verfügung zu haben, werden hier drei Kartenpakete genutzt und jeder Mitspieler bekommt 13 Handkarten. Zudem gibt es Änderungen in den Wertungen, um das Spiel den veränderten Kartenzahlen anzupassen.

## Weitere Varianten

### Wiener Canasta
In Österreich wird etwas abweichend von den Regeln des Regency Whist Club wie folgt gespielt.
Die meisten dieser Abweichungen sind jedoch keine spezifisch österreichischen Spielweisen, sondern finden sich vielmehr als Regelvarianten in Oswald Jacoby's Revised Complete Canasta (siehe Literaturverzeichnis).
Rote Dreier zählen nur dann positiv, wenn die betreffende Partei mindestens ein Canasta besitzt, ansonsten negativ (eine bloße Erstmeldung ist nicht ausreichend).
In einer Meldung dürfen die wilden Karten nie in der Mehrzahl sein, d. h. eine Meldung wie K-K-2-2-2 ist nicht gestattet.
Legt ein Spieler eine Karte ab, die der nachfolgende Gegner an ein bereits vollständiges Canasta anlegen könnte, so darf dieser das Paket nicht kaufen. (Das Ablegen einer derartigen Karte ist also gleichwertig dem Ablegen eines schwarzen Dreiers.)
Das verdeckte Ausmachen mit einem vollständigen Canasta in der Hand, so wie oben beschrieben, wird Hand-Canasta genannt und mit einem Bonus von 1000 Punkten (statt 200) prämiert. Macht ein Spieler in derselben Art aus, jedoch ohne ein eigenes Canasta aus der Hand zu melden, so wird dies als verdeckt oder glatt Ausmachen bezeichnet und mit 200 Punkten bewertet. Ein Spieler, der das Paket kauft und im selben Zug ausmacht, erhält keine erhöhte Prämie.
Die Regel, dass ein Spieler mit nur einer Karte auf der Hand ein Paket mit nur einer Karte nicht kaufen darf, wird gestrichen.

### Sonstige Regelvarianten
Canasta wird in den einzelnen Spielrunden nach sehr vielen unterschiedlichen Regeln gespielt. Die häufigsten Abweichungen von den Official Laws betreffen
- die Anzahl der verwendeten Kartenpakete: beim Samba-Canasta werden drei statt zwei Whistspiele mit Jokern verwendet.
- die Anzahl der echten Joker: häufig sechs anstelle der originalen vier,
- die Anzahl der Karten, die jeder Spieler beim Austeilen erhält: manchmal dreizehn statt elf,
- die Limits für die Erstmeldung,
- Meldungen von ausschließlich wilden Karten, sogenannte Joker-Canasta,
- die Meldung eines so genannten Sperr-Canastas: vier schwarze Dreier plus entweder drei Joker, drei schwarze Zweier oder drei rote Zweier, dieser wird mit 1500 Punkten bewertet
- die Bedingungen für das Aufnehmen des Abwurfstapels,
- die Möglichkeit, an fertige Canasta Karten anzulegen,
- die Prämien für gemischte Canasta: manchmal abhängig von der Anzahl der enthaltenen wilden Karten,
- die Bedingungen für das Ausmachen,
- die Bewertung der roten Dreier,
- die für das Ende der Partie benötigte Punktezahl

Diese Fragen sollten vor Beginn einer Partie geklärt werden.

## Rezeption
In Ian Flemings Roman Goldfinger spielt Auric Goldfinger mit einem Herrn Du Pont Canasta – streng nach den Regeln des Regency Clubs, wie betont wird. Goldfinger betrügt: seine Sekretärin blickt aus einem Hotelzimmer durch ein Teleskop in Herrn Du Ponts Karten und teilt Goldfinger, der ein Hörgerät zu tragen scheint, die Werte per Funk mit. James Bond entdeckt den Betrug und verführt die Sekretärin, die dann – im gleichnamigen Film in einer der berühmtesten Filmszenen – als goldüberzogene Leiche in Bonds Bett endet (Im Film wird allerdings Gin Rummy anstelle von Canasta gespielt).
William Trevor verfasste einen Band mit Kurzgeschichten betitelt Cheating at Canasta (dies ist auch der Titel einer der in diesem Band enthaltenen Erzählungen)

## Belege
1. 1 2 3  John Scarnes: Scarne’s Encyclopedia of Card Games. All the Rules for All the Games You’ll Want to Play. John Scarnes Games, 1993, ISBN 0-06-273155-6; S. 101.
2. 1 2  „Two-Hand Canasta“ In: John Scarnes: Scarne’s Encyclopedia of Card Games. All the Rules for All the Games You’ll Want to Play. John Scarnes Games, 1993, ISBN 0-06-273155-6; S. 106.
3. 1 2 3  „Cutthroat (Three-Hand) Canasta“ In: John Scarnes: Scarne’s Encyclopedia of Card Games. All the Rules for All the Games You’ll Want to Play. John Scarnes Games, 1993, ISBN 0-06-273155-6; S. 106.
4. ↑  „Five-Hand Canasta“ In: John Scarnes: Scarne’s Encyclopedia of Card Games. All the Rules for All the Games You’ll Want to Play. John Scarnes Games, 1993, ISBN 0-06-273155-6; S. 107.
5. ↑  „Six-Hand Canasta“ In: John Scarnes: Scarne’s Encyclopedia of Card Games. All the Rules for All the Games You’ll Want to Play. John Scarnes Games, 1993, ISBN 0-06-273155-6; S. 106.

### Englischsprachige Literatur
- 1950 Official Canasta Laws, Adopted by the Regency Club and the National Canasta Laws Commission as the Official Canasta Laws. The John C. Winston Company Philadelphia. Toronto 1950
- Official Canasta Laws, Adopted by the Regency Club and the National Canasta Laws Commission as the official Canasta Laws. The John C. Winston Company Philadelphia. Toronto Third printing 1951
- Josefina Artayeta de Viel, Ralph Michaels: Canasta The Official Rules and How to Play, Pellegrini & Cudahy, New York, 1949
- John R. Crawford: Canasta, J.C.S. Associates, New York, 1950 sowie: Faber and Faber, London, 1951
- John R. Crawford: Samba Three Deck Canasta, Arrco Playing Card Co., Chicago, 1951
- Charles H. Goren: Goren's Canasta Up to Date, Permabooks, New York, 1951
- Oswald Jacoby: Oswald Jacoby’s Complete Canasta, Doubleday & Co, Inc., 1st Edition, New York 1950,
- Oswald Jacoby: Oswald Jacoby’s Revised Complete Canasta, Doubleday & Co, Inc., 1st Edition, New York 1951
- The United States Playing Card Company, Joli Quentin Kansil, Editor: Official Rules of Card Games, 90th Edition, 2004
- John McLeod: Canasta
- Albert H. Morehead Richard L. Frey, Geoffrey Mott-Smith: The New Complete Hoyle Revised Doubleday, New York, 1991
- Albert H. Morehead, Geoffrey Mott-Smith: Hoyle’s Rules of Games 2nd revised edition. A Signet Book, 1983
- Philip E. Orbanes: The Canasta Story
- David Parlett: Oxford Dictionary of Card Games, Oxford University Press Oxford New York 1992/96
- David Parlett: The Oxford Guide to Card Games Oxford University Press Oxford New York 1990
- Ottilie H. Reilly: Canasta and Samba, 1951
- Alfred Sheinwold: 1951 Canasta - With Samba and the New International Laws, Wellington Associates, New York, 1951

### Deutschsprachige Literatur
Die deutschsprachigen Quellen sind leider sehr wenig verlässlich; viele berufen sich zwar auf die Regeln des Regency Whist Club, geben diese jedoch nicht korrekt wieder.
- Fritz Babsch: Internationale und österreichische Kartenspiel-Regeln. Piatnik Wien 1983
- Johannes Bamberger: Die beliebtesten Kartenspiele, Verlag Perlen-Reihe, Band 648, 21. Auflage, Wien 19??
- Adolf Grünberger: Canasta wieder anders - Südamerikanische Art, Verlag Perlen-Reihe Band 644, 6. Auflage, Wien 1978
- Claus D. Grupp: Rommé und Canasta in allen Variationen, Falken-Verlag Niedernhausen/Ts, 1982 (dieses Buch enthält eine deutsche Übersetzung der Official Laws des New Yorker Regency Whist Club)
- Rudolf Heinrich [d. i. Rudolf Bretschneider]: Wir spielen Canasta, Verlag Perlen-Reihe, Band 646, 2. Auflage, Wien 1952 und 11. Auflage, Wien 1979